# 譚以諾
譚以諾（英語：Enoch Tam Yee Lok），是一位香港作家、文學評論家和學者，亦是學術評論網站微批和獨立出版商手民出版社的創辦人，曾奪得2010年中文文學創作獎文學評論組冠軍和2014年香港藝術發展獎藝術新秀獎，以及於香港浸會大學電影學院任教。現為嶺南大學視覺研究系助理教授。

## 生平
譚以諾自幼喜歡閱讀，中學時期就讀男校，經常與友人一同追看武俠小說和科幻小說，尤好金庸和倪匡小説。後來在學長的推薦下閱讀了《生命中不能承受之輕》並愛上了西方文學，並又閱讀了《百年孤寂》、《罪與罰》等名著，大大影響了他日後的寫作風格。譚後考入香港科技大學攻讀電腦科學，並選修了不少與文學相關的人文學系課程。畢業後繼續於科大攻讀人文學文學碩士和哲學碩士，以及擔任研究助理。譚在攻讀文學碩士期間開始撰寫藝術評論文章，亦曾擔任文學期刊《字花》的編輯。譚於2010年憑《生態批評與「再棲居」：以吳煦斌的〈石〉、〈山〉、〈獵人〉為例》一文奪得中文文學創作獎文學評論組冠軍，並在翌年出版了長篇小説《黑目的快樂年代》。譚亦在2014年獲得香港藝術發展獎藝術評論新秀獎，隨後分別於同年5月和2015年創辦了影評網站映畫手民和學術評論網站微批，同時自2014年起於香港浸會大學電影學院擔任兼職講師，並在2016年兼任課程主任。2015年，譚亦創辦了手民出版社，主要出版和售賣市面上較為罕見的學術論著，例如香港研究和性別研究的評論書籍。該出版社至今仍在運作，並在反對逃犯條例修訂草案運動期間仍然維持原有方針，以出版文學和香港研究學術著作而非政治評論書籍為主，皆因譚認為香港仍然需要有人為冷門的學術領域出版書籍，保留不同聲音和文化，而不能只盲目追逐熱潮。2018年，譚獲得香港浸會大學傳理學哲學博士。譚於2019年和2020年出版了數部以香港電影為主題的評論集，以及將奧克拉荷馬大學副教授葉曼丰的評論集《武俠電影與香港現代性》（Martial Arts Cinema and Hong Kong Modernity﹕Aesthetics, Representation, Circulation）翻譯成中文版。2020年，譚就紀錄片《理大圍城》被電檢處評為三級一事撰文批評，亦指控電檢處損毀光碟的行為是刑事毀壞。2022年1月，譚出任嶺南大學視覺研究系助理教授。

## 著作

### 小說
- 《黑目的快樂年代》（2011）[2]
- 《於是我坐下，聽調酒師M說H城的傳說》（2019）[3]

### 評論集
- 《在地而立：香港獨立電影節 2008-2017》（2017）[10]
- 《偽現世的風景：電影《風景》的真實叩問》（2017）[10]
- 《香港獨立電影圖景》（2019）[8]

### 學術論文
- ‘The Silver Star Group: A First Attempt at Theorizing Wenyi in the 1920s.’ Journal of Chinese Cinemas 9.1 (2015): 62-75.[4]
- ‘Colourful screens: Water imaginaries in documentaries from China and Taiwan.’ Interactions: Studies in Communication & Culture, 2.2 (2012): 109-126.[4]
- ‘A Turn to the Politics of Place in Hong Kong Independent Documentaries’. Ex-position 42 (2019): 155–168.[4]
- ‘A Hundred Years of Wenyi: Exploring the Development of Wenyi Film in Chinese-language Cinemas’ (華語文藝片的百年流轉). Film Art (電影藝術) 1 (2017): 9-14.[4]
- ‘Hong Kong in McDull Film Series’(麥兜系列電影中的香港). Journal of Beijing Film Academy (北京電影學院學報) 2 (2013).[4]

### 翻譯作品
- 《武俠電影與香港現代性》（Martial Arts Cinema and Hong Kong Modernity﹕Aesthetics, Representation, Circulation）（2020）[5]